# Rifugio Serristori
Rifugio Serristori (německy Düsseldorfer Hütte) je horská chata nacházející se v pohoří Ortles, v Italských Alpách. Chata je ve vlastnictví italského alpského klubu, sekce Milano. Kapacita chaty činí 60 lůžek a otevřena je i restaurace. Chata nemá winterraum.

## Historie
Rifugio Serristori byla postavena v roce 1892 alpským spolkem z Düsseldorfu. Po první světové válce se stal vlastníkem spolek CAI, sekce Milán. V průběhu let byla chata několikrát opravována a dodnes slouží horolezcům a turistům.

## Poloha
Chata leží zhruba 3,5 km severovýchodně od obce Solda, pod západními srázy hory Vertainspitze, poblíž soustavy horských ples Laghi di Zai. V okolí chaty se nachází několik atraktivních vrcholů různých obtížností - Dosso Bello di Dentro, Cima Vertana ci Tschengelser Hochwand.

## Přístup
- ze Soldy (1 861 m n. m.) – 2 - 2½ hod.
- z horní stanice lanovky na Kanzel Pulpito (2 348 m n. m.) – 1 – 1½ hod.

## Možné cíle
- Vertainspitze (3 545 m n. m.) – 3 hod.
- Angelo Grande (3 521 m n. m.) – 2½ - 3 hod.
- Croda di Cengles (3 375 m n. m.) – 2 - 2½ hod.
- Angelo Piccolo (3 315 m n. m.) – 2 hod.
- Dosso Bello di Dentro (3 128 m n. m.) – 1 - 1½ hod.